# Estuário do Forth

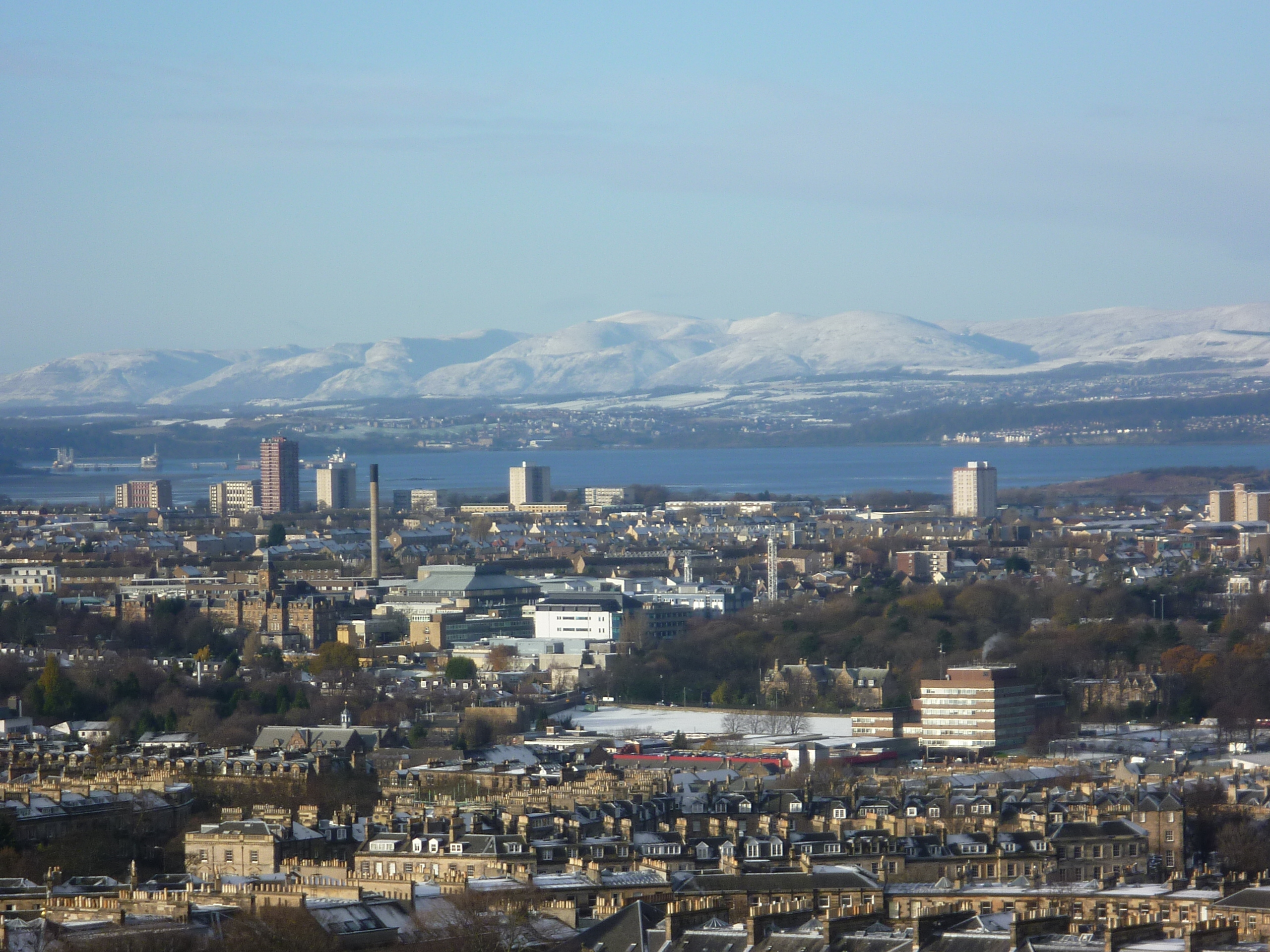
Estuário do Forth a partir do Castelo de Edimburgo.

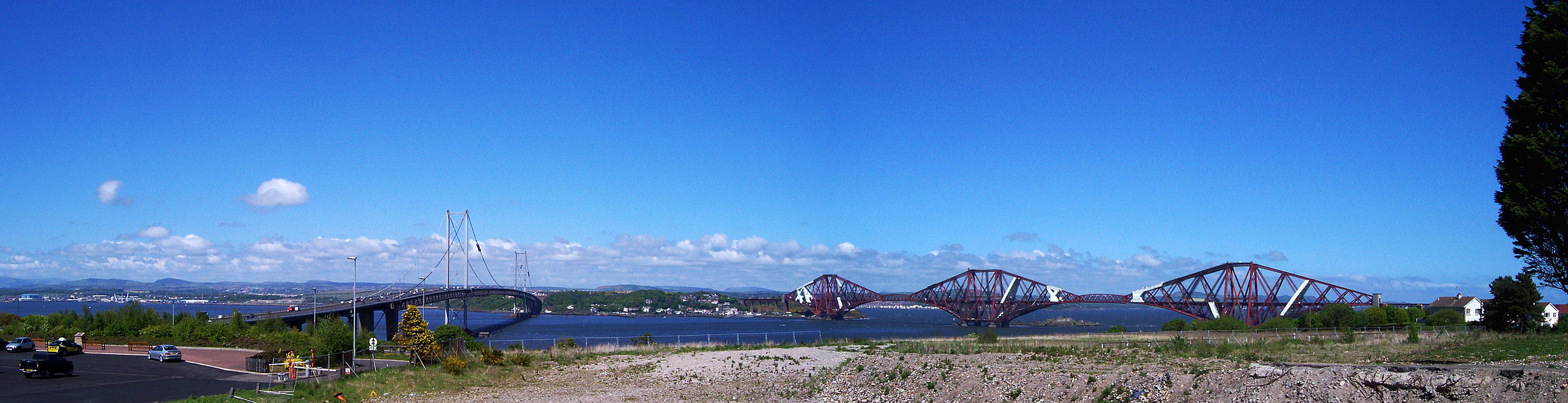
As pontes do rio Forth do outro lado do Firth.

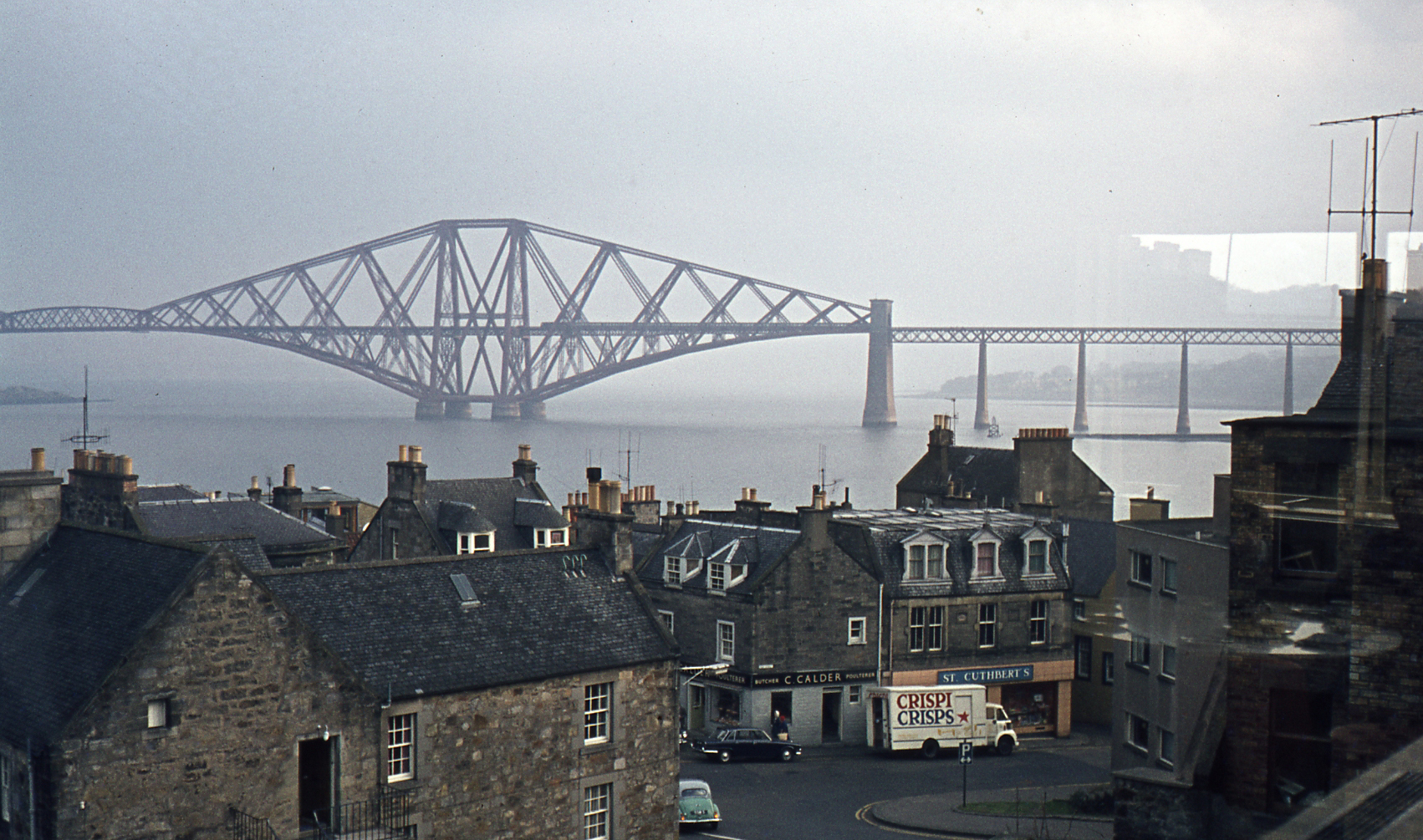
Ponte do Forth (fotografia de 1972).

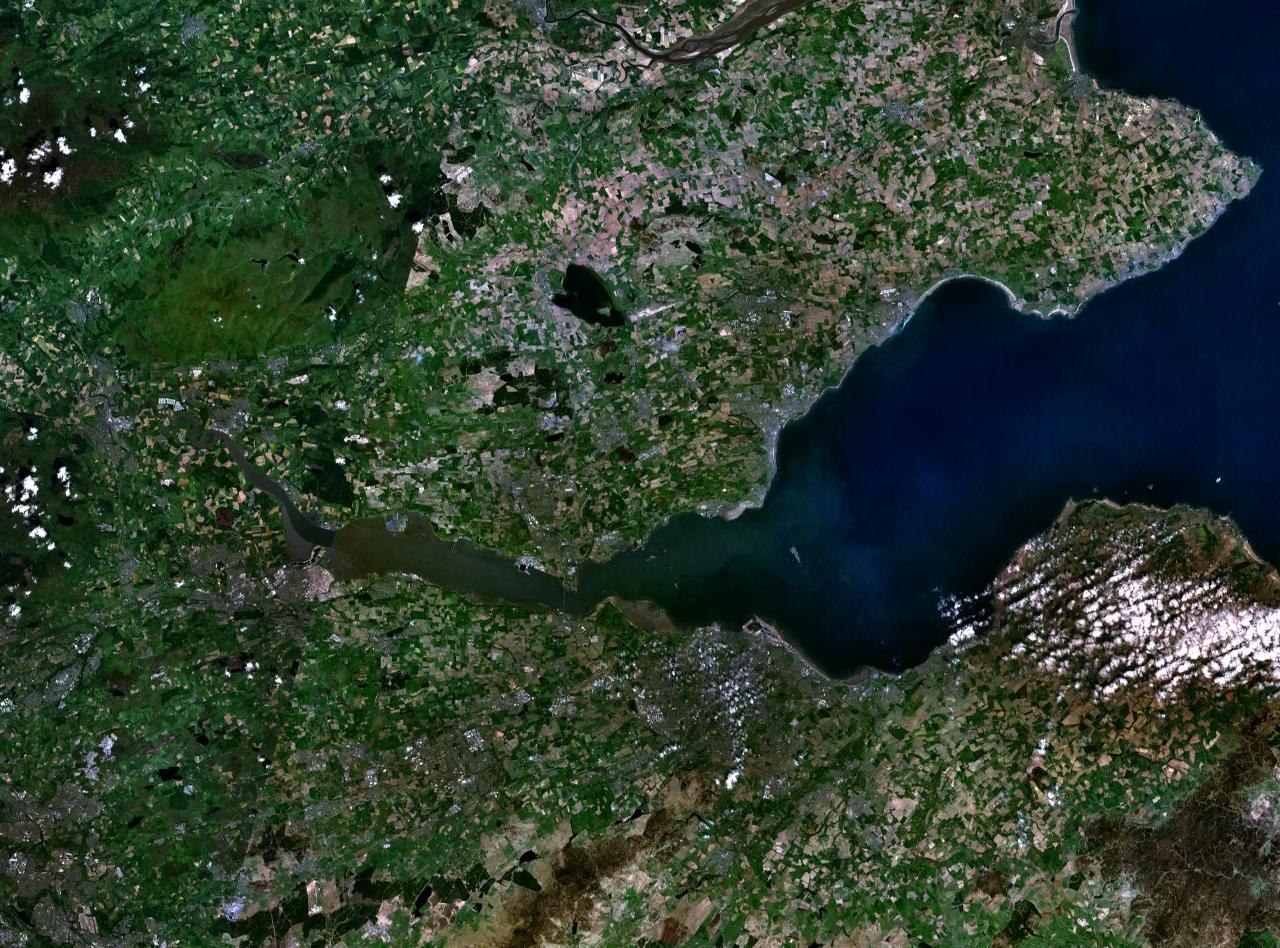
Foto de satélite do Firth e da área ao seu redor.

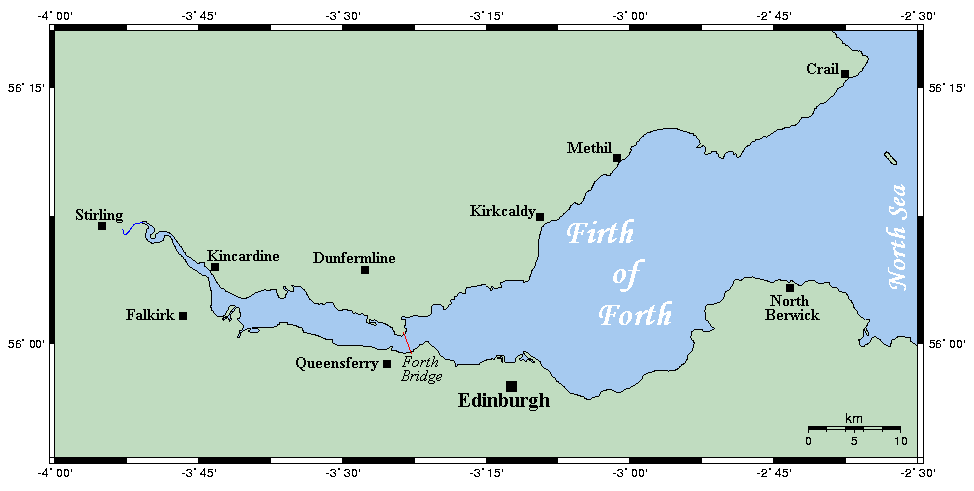
Mapa do Firth.

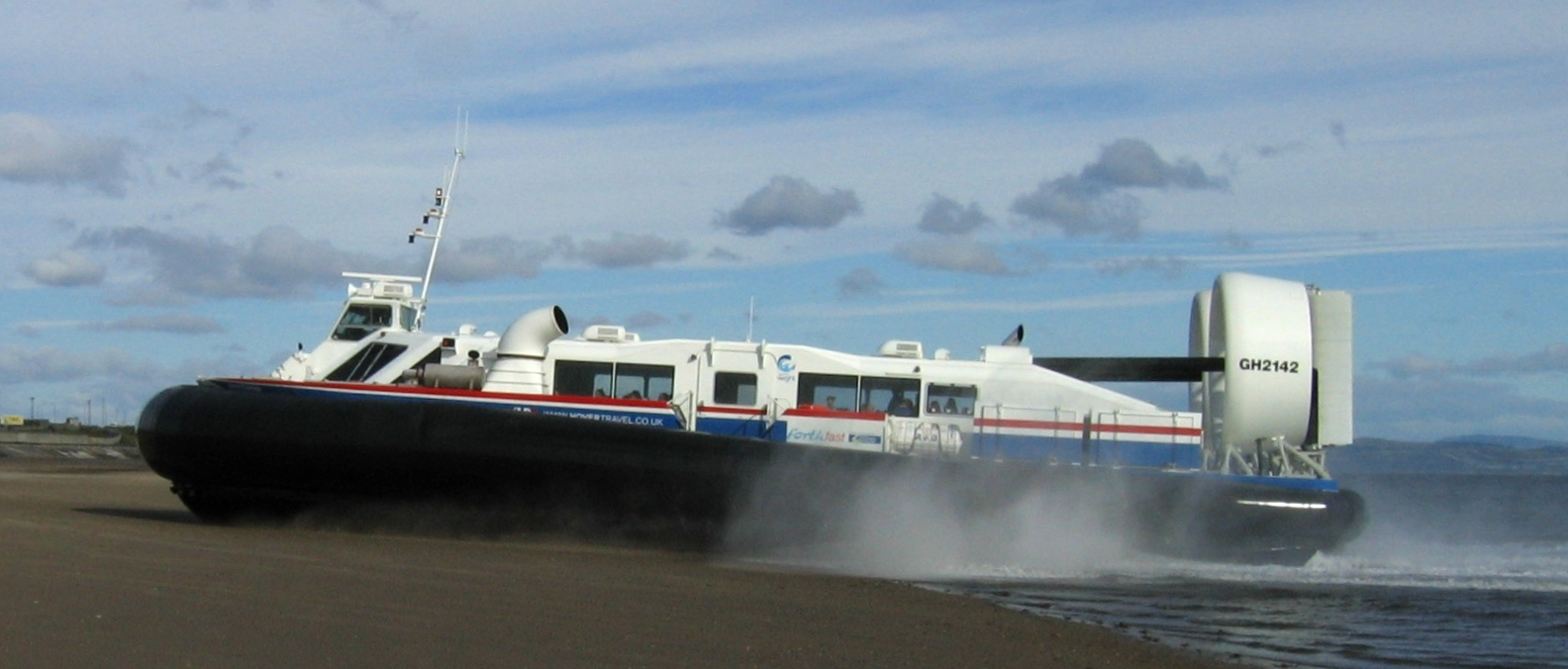
Serviço de hovercraft entre Fife e Edimburgo.

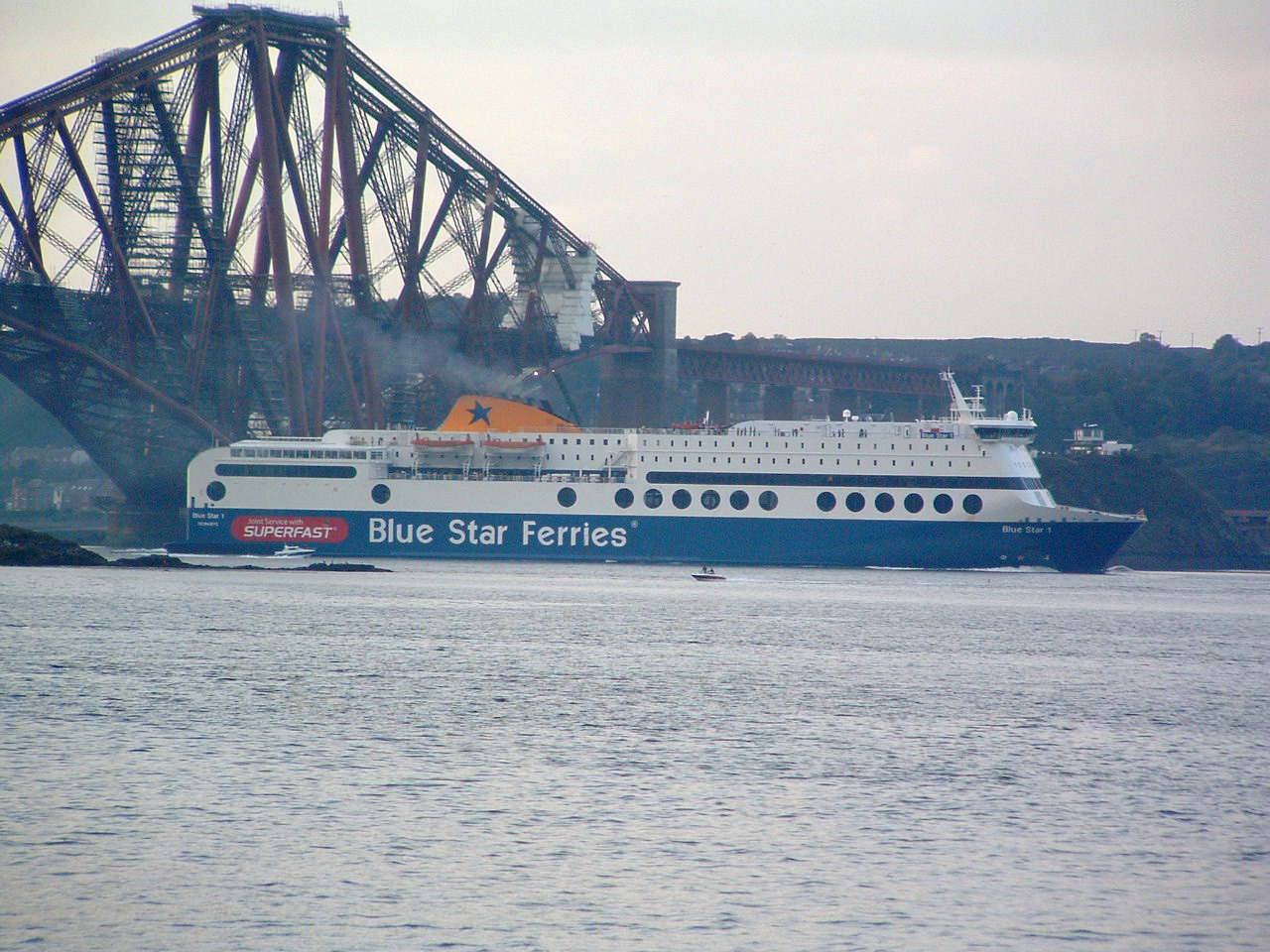
A balsa Ro-Pax Blue Star 1, que passa sob a Ponte do Forth, no Firth, deslocando-se de Rosyth a Zeebrugge.

O  estuário do rio Forth  (em gaélico escocês:  Linne Foirthe) é o estuário (ou firth) do rio escocês Forth, que desagua no Mar do Norte, entre a Área de Conselho de Fife, ao norte, West Lothian, a cidade de Edinburgo e East Lothian ao sul. Era conhecido como Bodotria no período romano.

## Geografia e economia

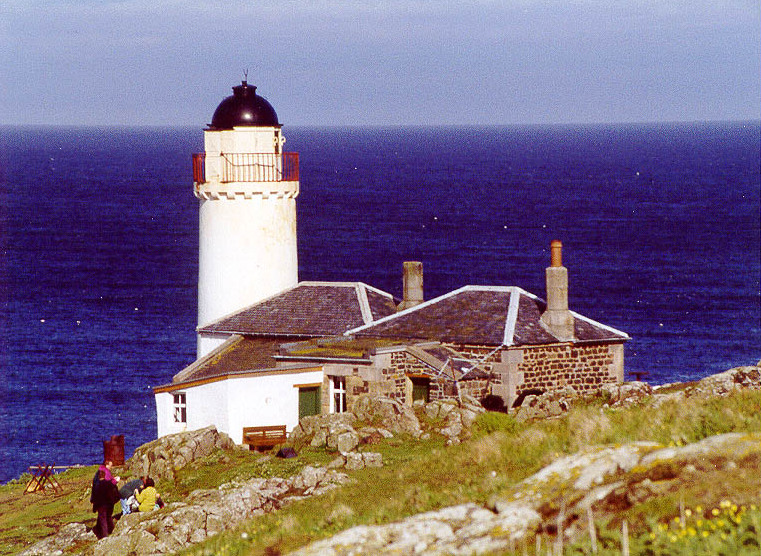
Farol Low Light, que não está mais em uso.

Em termos geológicos, o estuário do Forth é um fiorde, formado pelo derretimento do glaciar do Forth no último período glacial. O rio sofre influência da maré até a cidade de Stirling, mas geralmente é considerado que o estuário se estende terra adentro até a Ponte Kincardine. 
Existem várias cidades nas suas margens, assim como complexos petroquímicos em Grangemouth, as docas comerciais em Leith, um antigo campo de construção de plataformas de petróleo em Methil, a instalação de desmontagem de embarcações em Inverkeithing e a base naval de Rosyth, com várias outras áreas industriais que incluem a área de Forth Bridgehead (i.e., Rosyth, Inverkeithing e as bordas setentrionais Dunfermline, Burntisland, Kirkcaldy, Bo'ness e Leven).

## Ilhas do estuário de Forth
- Bass Rock
- Craigleith
- Cramond
- Eyebroughy
- Fidra
- Inchcolm
- Inchgarvie
- Inchkeith
- Inchmickery juntamente com Cow e Calf
- The Lamb
- Isle of May

## Assentamentos na costa
- Costa norte
  - Aberdour, Anstruther
  - Buckhaven, Burntisland
  - Caves of Caiplie, Cellardyke, Crail
  - Culross
  - Charlestown, Limekilns
  - Dalgety Bay, Dysart
  - Earlsferry, East Wemyss, Elie
  - Inverkeithing
  - Kincardine, Kinghorn, Kirkcaldy
  - Leven, Lower Largo
  - Methil
  - North Queensferry
  - Pittenweem
  - Rosyth
  - St Monans

- Costa sul
  - Aberlady, Athelstaneford
  - Blackness, Bo'ness
  - Cockenzie, Cramond
  - Dirleton, Dunbar, Dunglass
  - Edinburgo
  - Fisherrow
  - Grangemouth, Granton, Gullane
  - Inveresk
  - Leith, Longniddry
  - Musselburgh
  - North Berwick
  - Port Edgar, Portobello, Port Seton
  - Prestonpans
  - South Queensferry
  - Whitekirk

## Locais de interesse
- Aberlady Bay, Archerfield Links
- Barns Ness Lighthouse, Belhaven, Berwick Law, Blackness Castle
- Cockenzie Power Station, Culross
- Dalmeny House, Dirleton Castle
- Fa'side Castle
- Gullane Bents
- Hopetoun House, Hopetoun Monument
- John Muir Country Park, John Muir Way
- Longniddry Bents
- Musselburgh Racecourse
- North Berwick Golf Club
- Prestongrange Industrial Heritage Museum, Preston Tower
- Ravenscraig Castle
- Scottish Fisheries Museum, Scottish Seabird Centre
- Seton Sands
- St. Filan's Cave
- St. Monans Windmill
- Tantallon Castle, Torness Nuclear Power Station
- Waterston House

- John Muir Way
- Yellowcraigs